# لويس أنخيل غارسيا
لويس أنخيل غارسيا (بالإسبانية: Luis Ángel García)‏ (11 فبراير 1984 بمونتيري في المكسيك - ) هو لاعب كرة قدم مكسيكي في مركز الدفاع. لعب مع أتلانتي إف سي وتايجرز أونال ونادي تيخوانا وتيبورونيس روخوس دي فيراكروز وIndios de Ciudad Juárez ‏ ونادي كيريتارو.

## وصلات خارجية
- لويس أنخيل غارسيا على موقع قاعدة بيانات كرة القدم.إي يو (الإنجليزية)